# ジャクソン・ケリー
ジャクソン・ケリー (Jackson Kelly) は、ギブソン・エクスプローラーをベースにして作成されたジャクソン・ギターズのエレクトリック・ギター。KEと書かれることもある。デザインは、ブラッドフォード・ケリー (Bradford Kelly) によって行われ、彼の名を取ってケリーの名づけられた。ブラッドフォード・ケリーは、1980年代初期にヘヴンというヘヴィメタルバンドで活動していた。このモデルを世間に広めたのは、メガデスの元ギタリスト、マーティ・フリードマンである。彼は、メガデス活動期、ケリーを基にしたシグネイチャーモデル、"The KE1"を使用していた。
ケリーは、ソリッド・ボディーである。今日では、多くのモデルでフロイド・ローズが搭載されており、いくつかのモデルで"string-through-body system"が採用されている。
アメリカや日本のシリーズにおけるケリーでは、ジャクソン・ストック・ピックアップや、セイモア・ダンカンのハムバッカー・ピックアップが搭載されている。